# Lophoruza molybdosticha
Lophoruza molybdosticha är en fjärilsart som beskrevs av Turner 1945. Lophoruza molybdosticha ingår i släktet Lophoruza och familjen nattflyn. Inga underarter finns listade i Catalogue of Life.